# 河內遙
河內遙（日语：／ Kawachi Haruka），日本漫畫家。女性。居住於東京都。東京都立藝術高等學校美術科油畫專攻畢業。曾擔任谷川史子的助手。她的祖父是動畫師古澤日出夫。

## 簡歷
- 2000年，東京都立藝術高校（日语：東京都立芸術高等学校）油畫科畢業。
- 2001年，以獲得第3屆AX漫畫新人獎（日语：アックスマンガ新人賞）佳作。

## 作品列表

### 連載
- （《Big Comic Spirits》2010年30號—38號，小學館）
- 涙雨與小夜曲（日语：涙雨とセレナーデ）（《Kiss》2014年1月號—連載中，講談社）
- 武藏野輪舞曲（《FEEL YOUNG》2020年8月號—連載中，祥傳社）

### 短篇
- （第3屆青林工藝舎（日语：青林工藝舎）AX漫畫新人獎（日语：アックスマンガ新人賞）佳作得獎作品，2001年）
- （第2屆集英社女性漫畫雜誌新人大獎最終考選候補作品，2005年）
- （《增刊flowers》、《月刊flowers》10月號，小學館）

### 書籍
- （太田出版）
- （集英社）
- （祥傳社）
- 夏雪之約（祥傳社，正傳全4冊、番外篇全1冊）
- 關根君的戀情（日语：関根くんの恋）（太田出版，全5冊）
- （集英社）
- （芳文社）
- （白泉社）
- （小學館，已出版1冊）
- （小池書院）
- 文房具華爾滋（小學館）
- 涙雨與小夜曲（日语：涙雨とセレナーデ）（講談社，已出版11冊）
- 請多指教鎮魂曲（祥傳社，全5冊）
- 武藏野輪舞曲（祥傳社，已出版3冊）

## 演出
- 漫畫電台（2022年1月2日[1]—1月23日，日本放送Podcast，全4回[1]）—嘉賓演出[1]

## 相關人物
北澤斑比
與河內幾乎同時出道的漫畫家，與河內關係很好。

## 外部連結
- （日語）—河內遙的官方個人網站。
- 河內遙的X（前Twitter） （日語）